# 日本伝統文化検定
日本伝統文化検定（にほんでんとうぶんかけんてい）は一般社団法人日本伝統文化検定協会が主催する検定試験である。

## 概要
日本の伝統文化を総合的に学び、「日本の価値」を知り、日本の素晴らしさを世界に伝えて後世に継承することを目的とする検定である。2024年10月2日に伝検公式テキストを発売し、2025年4月時点で第2版まで発行している。
大きく伝統工芸と伝統文化の２つに分かれ、さらに伝統工芸は【陶磁器・ガラス】、【金工・木漆工】、【和紙・染織】、【建築・庭園・美術】の４分野に分かれる。伝統文化は【伝統色・文様】、【茶道・和菓子・日本茶】、【食文化・歳時記】、【芸能】の４分野計８分野が試験分野となる。陶磁器や和服、歌舞伎など個々についての検定はこれまでもあったが、範囲が広く総合的に伝統工芸・伝統文化を学ぶ必要がある点が特徴である。
第１回試験が2024年11月29日から2025年1月31日までCBT試験のテストセンター型で３級と２級試験のみが開催され、全国で約500人が受検した。
試験を運営する一般社団法人日本伝統文化検定協会は時事通信社、ジャパンタイムズらが日本の伝統文化・伝統産業に関する知識の普及及び国内外消費者の啓発を通じて、その継承・発展を図り、生涯学習の振興、地域の活性化及び対日理解の促進に寄与することを目的として2023年12月27日に立ち上げた。2025年時点で会長には近衞忠大、副会長には多摩美術大学教授の外舘和子、白洲信哉が就任。時事通信社社長の境克彦が理事長を務めている。

## 検定級と試験内容[3]
| 級   | 称号         | レベル                                                                 | 試験内容                                               | 出題範囲                                                                     | 合格基準                                   | 検定料         | 教材参考書                                                           |
| ---- | ------------ | ---------------------------------------------------------------------- | ------------------------------------------------------ | ---------------------------------------------------------------------------- | ------------------------------------------ | -------------- | -------------------------------------------------------------------- |
| １級 | アンバサダー | 日本の伝統文化に対する深い知識と愛しみを持ち価値を伝えられる上級レベル | 詳細未発表 ２級合格者のみが受験可能                    | 未発表                                                                       | 未発表                                     | 未発表         | 公式テキスト・その他未発表                                           |
| ２級 | マスター     | 仕事や暮らしなどに伝統文化を応用できる知識を身に付ける中級レベル       | CBT試験、90分100問、４択の選択肢より択一式・多肢選択式 | 公式テキストから70％以上を出題し、他30％は出題分野に関連する知識が問われる。 | 総合で70％以上かつ各分野50％以上正解で合格 | 9900円（税込） | 公式テキスト・伝検クイズ・過去のメルマガ記事・公式参考サイト・その他 |
| ３級 | サポーター   | 日本の伝統文化について広く基礎知識を身に付ける初級レベル               | CBT試験、60分80問、４択の選択肢より択一式・多肢選択式  | 公式テキストから90％以上を出題し、他10％は出題分野に関連する知識が問われる。 | 70％以上正解                               | 7480円（税込） | 公式テキスト・伝検クイズ・過去のメルマガ記事・公式参考サイト・その他 |

## 試験日
第１回：2024年11月29日から2025年1月31日（申込期間：2024年9月20日から2025年1月28日）
第２回：2025年6月1日から2025年8月17日　（申込期間：2025年5月1日から2025年8月14日）
第３回：2025年11月1日から2026年1月12日　（申込期間：未発表）

## 合格者特典
第１回試験の合格者には大礼紙（和紙の一種）で制作された合格認定証に加えて越前和紙のメモパッド、京染の合格認定証ケース、動き出す浮世絵展のチケットが送られた。合格者特典は随時追加される。
また表彰者には表彰状と九谷焼の記念品が贈られた。

## 取得した著名人
本田剛文（男性グループBOYS AND MENのメンバー）